# Українсько-чорногорські відносини
Українсько-чорногорські відносини — це двосторонні відносини між Україною та Чорногорією у галузі міжнародної політики, зокрема, економіки, освіти, науки, культури тощо.
Україна визнала незалежність Чорногорії 15 червня 2006, дипломатичні відносини встановлено через більш ніж два місяці, 22 серпня 2006.
Посольство України в Чорногорії працює з 2008 року, Посольство Чорногорії в Україні відсутнє.

## Відносини у період Першої світової війни та Міжвоєння

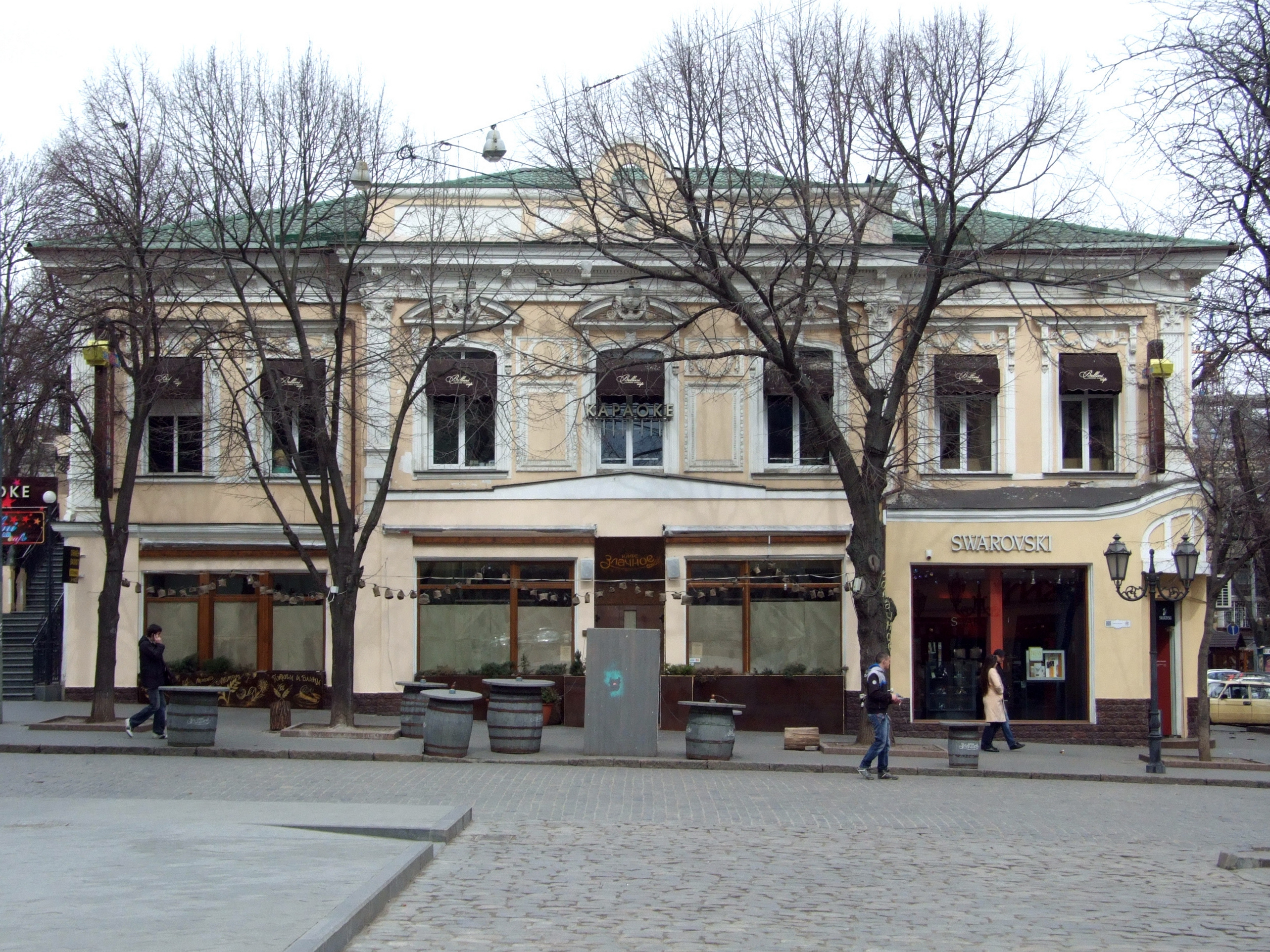
Будинки Ісаковича — будівля, в якій у 1918 функціонувала Канцелярія чорногорського товариства. Україна, Одеса, перехрестя вул. Дерибасівської та Гаванної

В кінці січня 1918 про отримання від Румчороду повноважень на захист інтересів чорногорських громадян, що проживали в Одесі та її околицях, оголосило місцеве чорногорське товариство на чолі з І. П. Ускоковичем. Це було зроблено через відсутність в Одесі консульства Королівства Чорногорія. Товариство повідомило співгромадянам, що вони знаходяться під його захистом, і відзначило рішучість намірів відстоювати їх права, захищати від посягань на життя та житло, аж «до розстрілу тих, хто на це наважиться». Варто відзначити, що члени даного товариства стояли на позиціях об'єднання всіх сербів, хорватів і словенців на основі федеративного демократичного устрою, а саме товариство ставило собі за мету увійти в стосунки з існуючими в Росії чорногорськими товариствами, а в тих місцевостях, де таких немає, з окремим особами, щоб проводити пропаганду серед чорногорців про необхідність повернення до Чорногорії, де були відсутні або слабкі інтелектуальні сили. Останні дані про діяльність даного товариства зафіксовані в березні 1918 року, коли в Одесі була ліквідована радянська влада.
В період Української Держави закон про українське громадянство, прийнятий 2 липня 1918 року, передбачав, що за принципом взаємності Україна повинна вимагати, щоб українські громадяни в Чорногорії не підлягали військовому призову.
Після перемоги в Україні Антигетьманського повстання контакти з Директорією Української Народної Республіки налагодив Київський чорногорський комітет з надання допомоги біженцям, очолюваний Радуновичем. На його прохання 2 січня 1919 року Рада народних міністрів УНР асигнувала кошти на субсидії за кількістю біженців для евакуації біженців-чорногорців на батьківщину, а 5 березня його голова направив Директорії звернення «про прийняття Директорією Української Народної Республіки під свій захист чорногорських підданих, які живуть на території України».